# Sam Snead
Samuel Jackson Snead, född 27 maj 1912 i Bath County i Virginia, död 23 maj 2002, var en av världens bästa golfspelare. Han vann 82 PGA-tävlingar och omkring 70 andra. Han vann sju majors: tre Masters, tre PGA Championships och en The Open Championship. Han lyckades aldrig vinna US Open men blev tvåa fyra gånger. Snead deltog i Ryder Cup nio gånger varav sex som spelare, två som spelande kapten och en gång som kapten. 
Snead var en av grundarna av US Senior Tour (numera Champions Tour) och började själv spela på touren 1963 till en början omväxlande med PGA-touren. Han vann 13 tävlingar, den sista 1982 då han var 70 år. Han gjorde ett besök i Sverige då han 1970 bjöds in av Sven Tumba att spela i SEO på Drottningholms GK, men klarade inte kvalgränsen för de två avslutande rundorna.
Snead var känd för sin vackra golfsving. Det var en lång och mjuk bakåtsving, lugn och avspänd neråt och en kraftfull avslutning i träffögonblicket då klubban exploderade mot bollen. Han fick smeknamnet "Slammin' Sam".

## Karriär
- 1937 Spelade sitt första år på PGA-touren och vann fem tävlingar, däribland Oakland Open.
- 1938 Hans första seger i Greater Greensboro Open som han skulle vinna ytterligare sju gånger, den sista 1965. Han var då 52 år gammal vilket gjorde honom till den äldste spelare som vunnit en PGA-tävling.
- 1939 Första gången han missade segern i US Open, den enda major som han aldrig vann.
- 1950 Elva segrar vilket ingen hade klarat tidigare under en och samma säsong.
- 1974 Vid 62 års ålder gick han på 279 slag (ett under par) och kom därmed trea efter vinnaren Lee Trevino i PGA Championship.
- 1978 Vann sin första Legends of Golf-tävling, som var basen för grundandet av Senior PGA Tour två år senare.
- 1983  Vid 71 års ålder spelade han en runda på 60 slag (12 under par).
- 1998 Erhöll den fjärde PGA Tour Lifetime Achievement Award.

## Rekord
- Flest PGA-segrar: 82
- Flest segrar i en och samma tävling: 8 gånger i Greater Greensboro Open (1938, 1946, 1949, 1950, 1955, 1956, 1960, 1965)
- Äldsta spelaren att vinna en PGA-tävling: 52 år, 10 månader och 8 dagar i 1965 års Greater Greensboro Open
- Yngsta spelaren att spela en runda på par samma som sin ålder: 67 på andra rundan i 1979 års Quad Cities Open
- Äldsta spelaren att klara cutten på PGA-touren, 67 år, 2 månader och 21 dagar gammal i 1979 års Manufacturers Hanover Westchester Classic.

## Utmärkelser
- Invald i PGA Hall of Fame 1953
- Invald i World Golf Hall of Fame 1974
- Mellan 1984 och 2002 var han hedersstarter i The Masters. Fram till 2001 var han det tillsammans med Byron Nelson och till 1999 tillsammans med Gene Sarazen.